# Centropyge multifasciata
Centropyge multifasciata är en fiskart som först beskrevs av Smith och Radcliffe, 1911.  Centropyge multifasciata ingår i släktet Centropyge och familjen Pomacanthidae. IUCN kategoriserar arten globalt som livskraftig. Inga underarter finns listade i Catalogue of Life.